# کراون پوینت، آلاسکا
کراون پوینت (به انگلیسی: Crown Point) شهری در بخش شبه‌جزیره کنای، آلاسکا ایالت آلاسکا است که جمعیت آن در سرشماری سال ۲۰۰۰ میلادی ۷۵ نفر بوده‌است.